# Charles Swart
Pour les articles homonymes, voir Swart.
Charles Robberts Swart (né le 5 décembre 1894 près de Winburg dans l'État libre d'Orange et mort le 16 juillet 1982 à Bloemfontein en Afrique du Sud) est un avocat, un homme d'État et un chef d'État d'Afrique du Sud, issu de la communauté afrikaner. 
Membre du parti national dont il préside la section provinciale dans l'État libre d'Orange (1940-1959), C.R Swart est membre du parlement pour Ladybrand (1923-1938) et pour Winburg (1941-1960), ministre de l'éducation, des arts et des sciences (1949-1950) et ministre de la justice de 1948 à 1959. Dernier gouverneur général de l'Union de l'Afrique du Sud (1959 à 1961), il est le premier président de l'État de la république d'Afrique du Sud (1961 à 1967).

## Origines et études

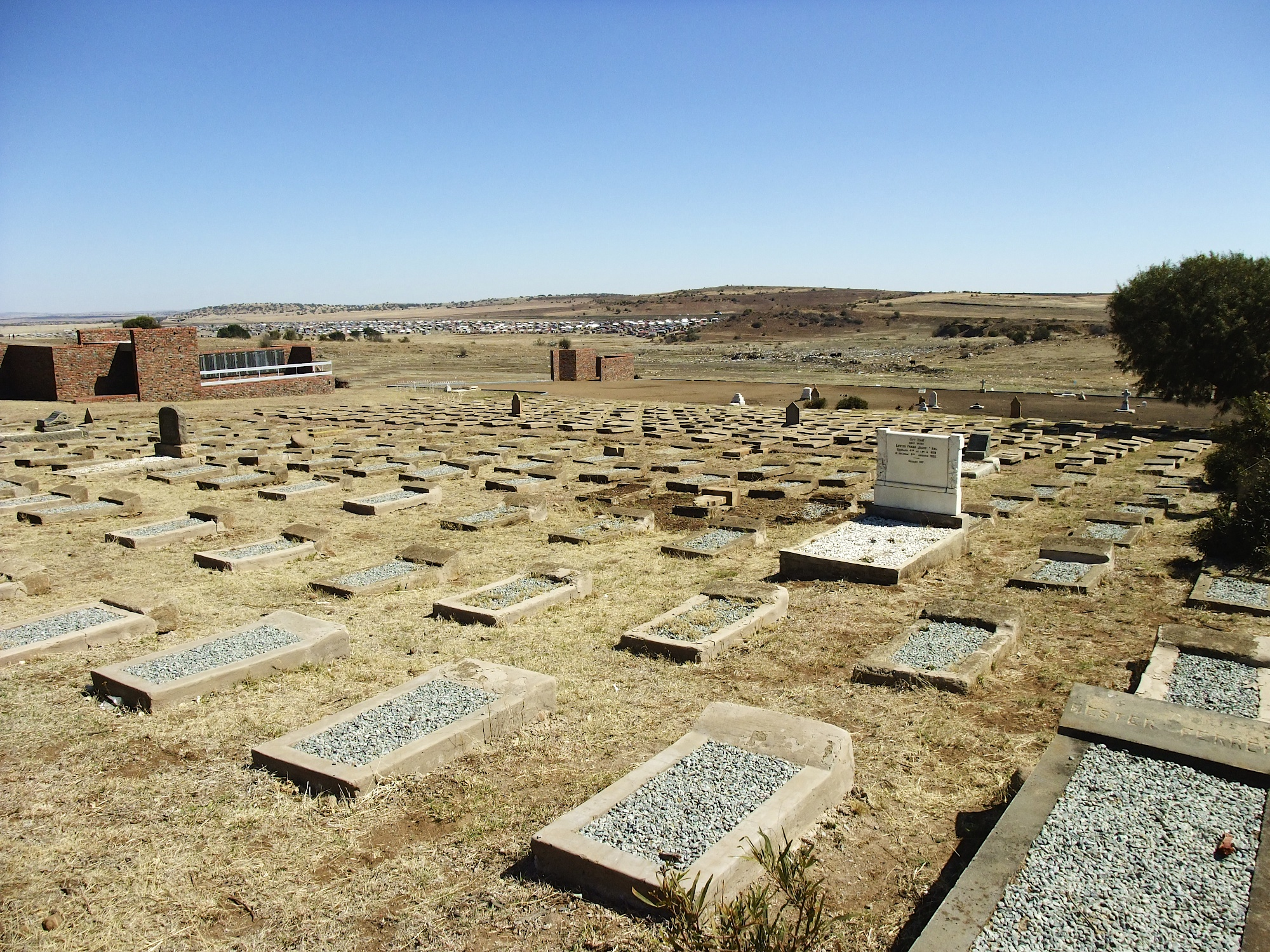
Cimetière du camp de concentration britannique de Winburg.

Né à Morgenzon, une ferme située dans le district de Winburg au sein de l'État libre d'Orange, Charles Swart est le 3e des six enfants de Hermanus Bernardus Swart (1866-1949) et de Aletta Catharina née Robberts (1870-1929). Il a 5 ans quand commence la seconde guerre des Boers (1899-1902). En 1900, il est interné avec sa mère et sa fratrie dans le camp de concentration britannique bâti à Winburg, où deux de ses frères décèdent. Son père est quant à lui blessé et fait prisonnier par les Britanniques à la bataille de Paardeberg.
Après la guerre, la famille Swart continue de vivre à Winburg où Charles est scolarisé à l'école publique. À la suite de la politique d'anglicisation forcée de l'enseignement public décrété par Lord Alfred Milner, ses parents l'inscrivent dans une école privée chrétienne de langue afrikaans. Élève brillant, il obtient son diplôme de l'enseignement secondaire alors qu'il n'a que 13 ans. 
Charles Swart, qui à l'âge adulte mesurera 2 mètres, est encore trop jeune pour entrer à l'université. Il devient alors juriste stagiaire à Winburg avant de pouvoir commencer, en 1910, des études supérieures au collège universitaire de Grey (future université de l'État libre d'Orange). Diplômé en 1912, Swart est chargé l'année suivante de l'organisation du Taalfees (festival de la langue afrikaans) à Bloemfontein dans le cadre national des festivités pour la protection des droits linguistiques. Il est ensuite instituteur à Ficksburg (1914-1915).
En 1914, jeune nationaliste afrikaner, il s'enrôle au parti national tout juste fondé par James Barry Hertzog et participe à la rébellion Maritz pour protester contre l'entrée de l'Union sud-africaine dans la Première Guerre mondiale aux côtés des Britanniques. Swart est arrêté et brièvement mis en prison. Il continue néanmoins sa carrière dans l'enseignement, notamment comme secrétaire du bureau des examens du ministère de l'éducation de l'État libre d'Orange, tout en suivant des études de droit. 
Une fois diplômé, il devient, en 1918, conseiller juridique adjoint de la municipalité de Bloemfontein puis avocat auprès de la cour suprême de Bloemfontein (1919-1948) et maître de conférence à temps partiel au collège universitaire Grey. Parallèlement, Charles Swart est capitaine de l'équipe de rugby l'Oranje club de Bloemfontein, arbitre et, de 1919 à 1921, secrétaire de l'association des arbitres de l'État libre d'Orange.
En 1920, il tente sans succès de se faire élire député de Bloemfontein-Ouest.
En 1921, il marque une pause dans sa carrière d'avocat pour suivre des études de journalisme à l'université Columbia aux États-Unis. Pour gagner sa vie, il joue ponctuellement des rôles secondaires et de figurants dans des films tournés à Hollywood, participe à la victoire de l'équipe sud-africaine de football lors de sa tournée dans le Wisconsin et suit la conférence sur le désarmement à Washington, D.C. en tant que correspondant de presse pour le journal afrikaans Die Burger. Il voyage à travers tout le pays puis se rend en Europe où Swart visite l'Angleterre, les Pays-Bas et la Belgique.

## Carrière politique
Revenu en Afrique du Sud, membre du conseil de la Grey University College (1923-1933), il profite d'une élection partielle en 1923 pour se faire élire au parlement où il représente, au nom du parti national, la circonscription de Ladybrand. Il représentera cette circonscription pendant 15 ans avant d'être battu en 1938. Jeune espoir du parti national, membre de plusieurs commissions parlementaires, fervent partisan de la république, il se fait remarquer par ses compétences en droit constitutionnel et pour ses discours sur les statuts de l'union, la neutralité de l'Afrique du Sud ou le droit à la sécession.

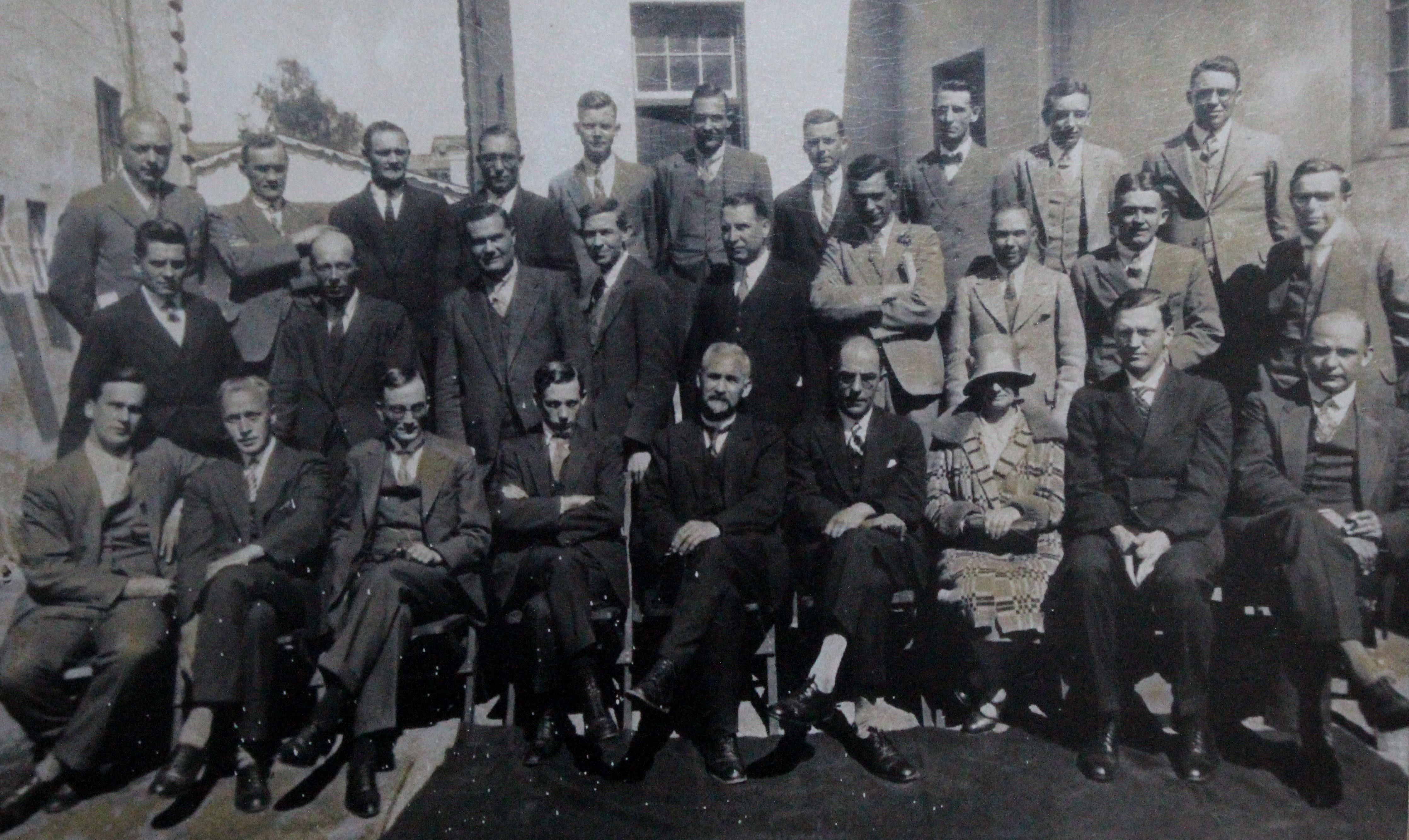
Le conseil d'administration de la Fédération des organisations culturelles afrikaans en 1929 avec Charles Swart, assis au premier rang, avant-dernier à droite.

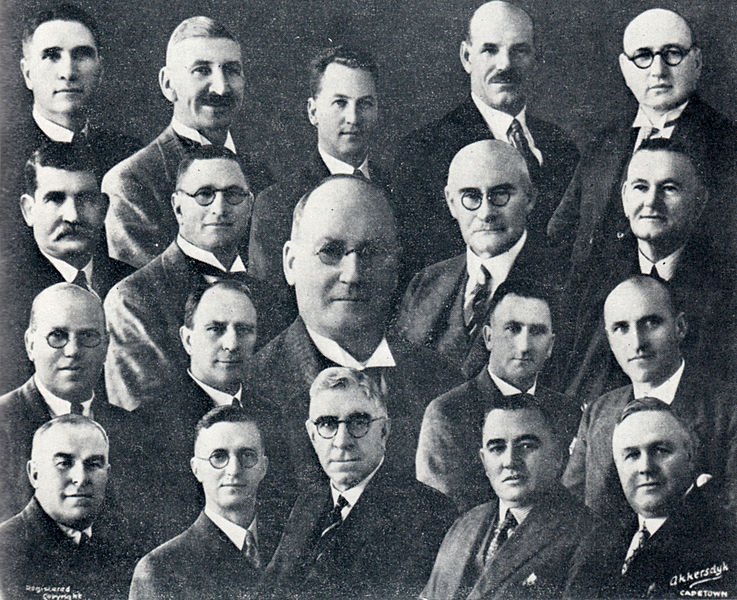
C.R.Swart (en bas le 2e en partant de la gauche) fait partie des 19 députés nationalistes qui fondent le Parti national purifié sous la direction de Daniel Malan (au centre).

Membre en 1929 du comité fondateur puis du congrès des associations culturelles afrikaans (Federasie van Afrikaanse Kultuurverenigings - FAK), membre fondateur du mouvement scout des jeunes Voortrekkers (1930), membre du conseil d'administration du musée national de la guerre des républiques boers et du mémorial national aux femmes (1930-1948), il fait partie de la minorité qui refuse la fusion du parti national avec le parti sud-africain dans le Parti uni. En décembre 1934, C.R. Swart participe au côté de Daniel François Malan et d'autres parlementaires à la création du parti national purifié (Gesuiwerde Nasionale Party), permettant ainsi le maintien du parti national sur la scène politique. En 1935, Swart devient membre de son comité fédéral et, à la même époque, membre de l'Afrikaner Broederbond, une association secrète dévouée à la promotion politique, économique et culturelle des Afrikaners.
Rédacteur en chef à Die Volksblad (1937), C.R. Swart devient progressivement proche de Eric Louw et de JG Strijdom. Après avoir perdu les élections en 1938, il rejoint l'Ossewabrandwag (la sentinelle des Chars à bœufs), une association afrikaner favorable à une union afrikaner. Il est brièvement membre de son conseil suprême avant de démissionner, en désaccord avec le programme de plus en plus radical du mouvement dont notamment le refus du parlementarisme.
Après la scission du parti uni entre les partisans (minoritaires) du premier ministre James Barry Hertzog, favorable à la neutralité de l'Afrique du Sud dans la Seconde Guerre mondiale, et les partisans (majoritaires) de Jan Smuts, favorable à l'entrée en guerre de l'Union au côté des Britanniques, Swart s'oppose au côté d'Hendrik Verwoerd, de JG Strijdom et de Eric Louw à la réunification du parti national purifié avec les partisans d'Hertzog. S'il joue néanmoins un rôle majeur dans les négociations qui aboutissent à la formation du parti national réunifié (Herenigde Nasionale Party) en 1940, il est un acteur majeur dans les dissensions qui rapidement apparaissent au sein du parti avec James Barry Hertzog et ses partisans. Swart serait en outre à l'origine d'une rumeur selon laquelle Hertzog proclamerait une république britannique en Afrique du Sud au cas où la Grande-Bretagne était vaincue par l'Allemagne nazie.
Lors du congrès du parti national réunifié de l'État libre d'Orange, la résolution d'Hertzog est mise en minorité et Swart est élu président du Parti national réunifié de l'État libre d'Orange (fonction qu'il occupe de 1940 à 1959).
Membre fondateur de la Afrikaanse Handelsinstituut (1940), Charles Swart se fait réélire député en 1941, cette fois dans la circonscription de Winburg.

## Ministre des gouvernements du parti national

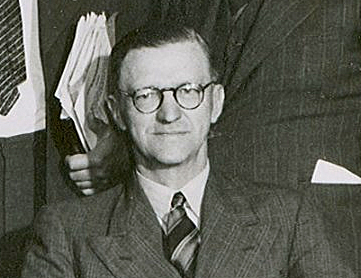
C.R. Swart en 1948.

À la suite de la victoire du parti national réunifié aux élections générales du 4 juin 1948, Swart est nommé ministre de l'éducation et ministre de la justice dans le nouveau gouvernement de Daniel François Malan. Sous le mandat de JG Strijdom (1954-1958), il cumule le portefeuille de la justice avec celui de vice-premier ministre.

### Ministre de l'Éducation, des Arts et des Sciences (1949-1950)
En tant que ministre de l'Éducation, des Arts et des Sciences, Charles Swart procède à la mise en place des lois sur l'autonomie des universités de l'État libre d'orange, de Rhodes, du Natal et de Potchefstroom.

### Ministre de la Justice d'Afrique du Sud (1948-1959)

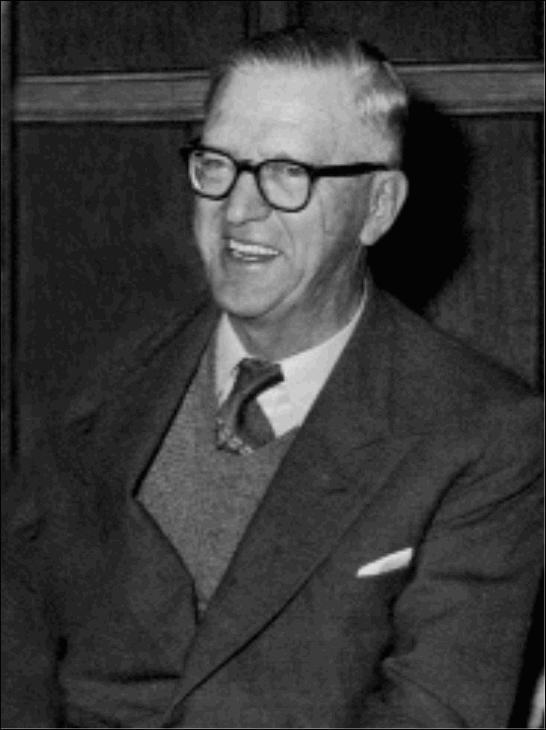
C.R. Swart dans les années 1960.

En tant que ministre de la Justice, Swart fait supprimer la possibilité d'appel devant le Privy Council et réinstaure le droit romano-néerlandais pour les legs par testament. Il fait également octroyer plus de pouvoirs à la police en matière de crimes et délits tout en finalisant l'extension des compétences des tribunaux ainsi que les textes relatifs aux procédures judiciaires (création notamment des juridictions régionales). Auteur des lois introductives relatives au mariage et aux droits des femmes, il est responsable de la traduction des textes gouvernementaux en afrikaans ou en anglais et réintroduit le terme de « landdros » à la place de celui de magistrat.
En tant que ministre de la justice, Swart est également responsable de la mise en œuvre des lois résultant de la mise en place de l'apartheid comme l'Immorality Act et les lois régulant la séparation raciale dans les lieux publics. En 1953, il fait rédiger la loi contre le communisme, interdisant le parti communiste d'Afrique du Sud (SACP) et restreignant la liberté des mouvements dits subversifs. C'est dans ce cadre qu'il fait prononcer le bannissement d'Albert Luthuli et de plusieurs dirigeants du congrès national africain (ANC). C'est pendant ses fonctions qu'un procès marathon est organisé contre les dirigeants de l'ANC en 1955 avant de se terminer par un acquittement général.

### Vice-premier ministre (1954-1959)
En tant que vice-premier ministre, Swart représente notamment l'Afrique du Sud lors de la conférence des premiers ministres du Commonwealth (1955) et lors de l'inauguration de la cour d'appel de la fédération de Rhodésie et du Nyassaland. En 1958, il fait fonction de premier ministre par intérim lors de la maladie de Strijdom et après le décès de ce dernier.

### De la fonction de gouverneur général à celle de président de l'État (1959-1967)

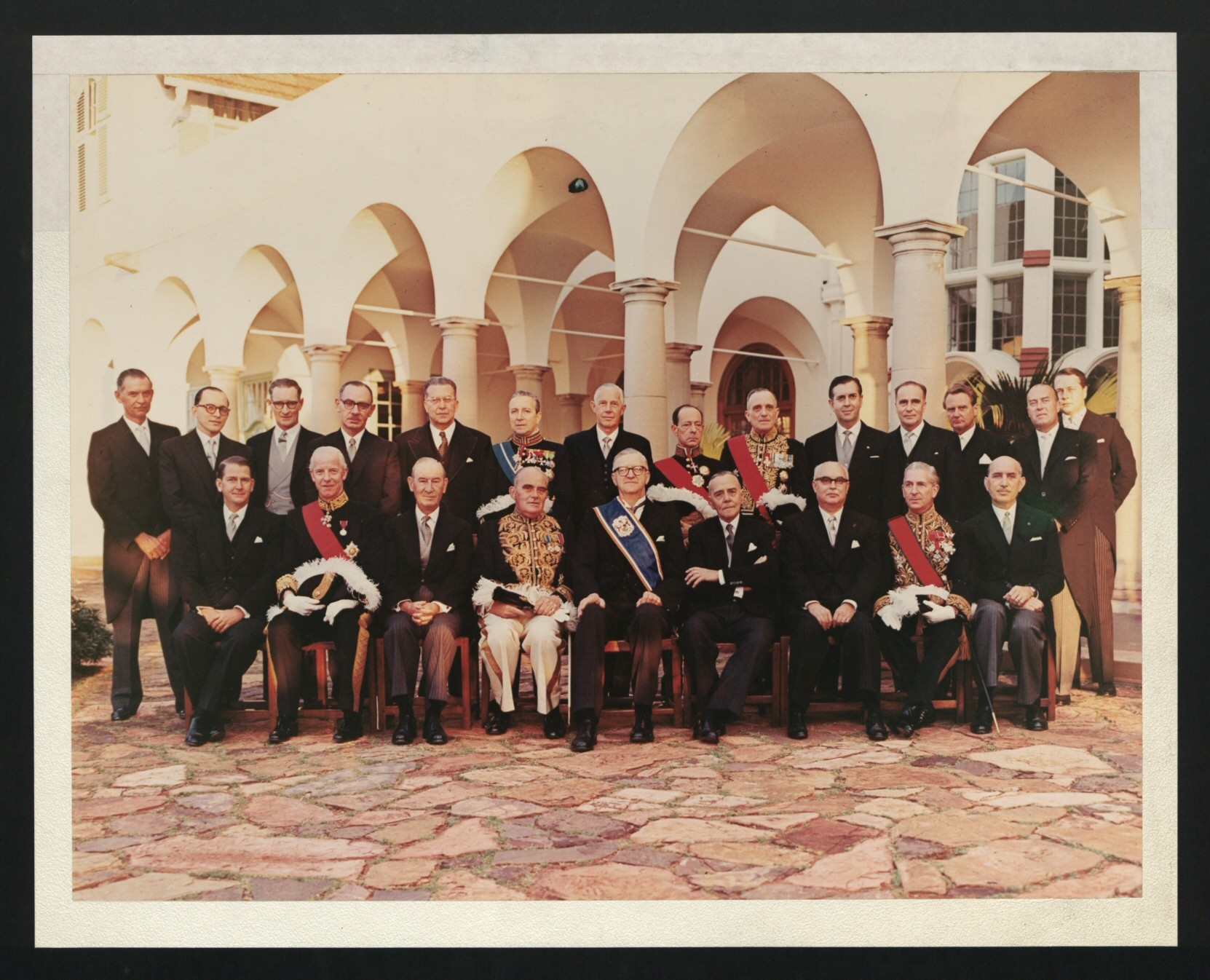
Le président Charles Swart et le ministre des affaires étrangères, Eric Louw, entourés de représentants du corps diplomatique.

Reconduit tout d'abord à ses fonctions ministérielles par le nouveau chef de gouvernement, Hendrik Verwoerd, Charles Swart est nommé 9e gouverneur général de l'Union sud-africaine en 1959.
Comme son prédécesseur, Ernest George Jansen, ce républicain convaincu refuse de prêter serment et allégeance à la reine Élisabeth II ou de porter le costume cérémonial lors de son inauguration le 12 janvier 1960.
À la suite du référendum sur la République de 1960 par lequel les électeurs blancs décident de rompre leurs derniers liens avec la monarchie britannique, Swart devient le premier président de l'État de la république d'Afrique du Sud le 31 mai 1961.
C.R. Swart s'acquitte de cette fonction purement honorifique jusqu'en 1967, date à laquelle lui succède Jozua François Naudé assurant l'intérim de Theophilus Donges, malade.
Chancelier de l'université de l'État libre d'Orange (1950-1976), Charles Swart meurt le 16 juillet 1982 à Bloemfontein à l'âge de 87 ans. Il est enterré dans le carré présidentiel du cimetière de Bloemfontein (Presidents' Acre).

### Vie conjugale et enfants

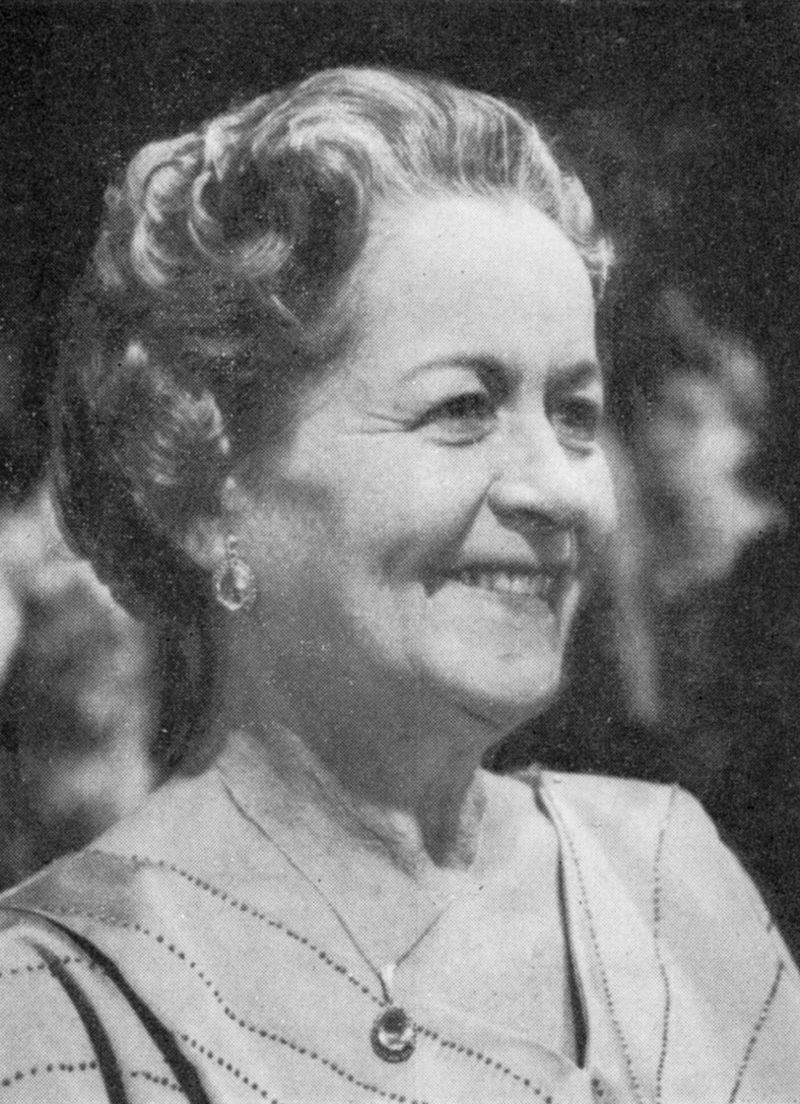
Cornelia Swart en 1962

Le 2 décembre 1924, Swart épouse Cornelia Wilhelmina (Nellie) de Klerk (22 décembre 1903 - 24 mars 1986).
Ils ont trois enfants Magdalena Petronella (1927–2020), Hermanus Bernardus (1932-) et Barbara.

## Divers
Parmi les hommages qui lui sont rendus durant son vivant et après sa mort, principalement par les Afrikaners, on dénombre six écoles baptisées en son honneur et la citoyenneté d'honneur de nombreuses villes. Il est également docteur honoris causa des universités de Rhodes, de Potchefstroom et de l'État libre d'Orange. Il est décoré de la médaille du mérite par le gouvernement.
Swart est également directeur de deux organes de presse, De Nasionale Pers  et Voortrekkerpers. Auteur de poèmes et de nombreux articles en afrikaans et en anglais dans des publications sud-africaines, il est aussi l'auteur de deux livres pour enfants.
Il prononce également le prologue au début du film Kaptein Caprivi, sorti en 1972.

## Statue de CR Swart (réalisée par Johan Moolman)
En 1994, une statue en bronze représentant Charles Swart est érigée devant le bâtiment de la faculté de droit de l'université de l'État-Libre (C.R. Swart Building) de laquelle il a été chancelier. Œuvre du sculpteur Johan Moolman, elle est incendiée, défigurée et déboulonnée par des militants des Economic Freedom Fighters le 23 février 2016, sur fond de fortes tensions sociales et ethnolinguistiques touchant plusieurs universités du pays. Réclamée par le mouvement Voortrekkers Free State, la statue est transférée à Pretoria où elle est restaurée par le sculpteur Danie Nel avec l'appui et le soutien de divers mouvements culturels afrikaners (Voortrekkers Free State, AfriForum, FAK, Heritage Foundation ...). La statue est finalement de nouveau érigée en avril 2017, cette fois à 90 km au sud-est de Kroonstad, à la ferme voortrekker de Doornkloof située à Lindley.

## Ouvrages
- Kinders van Suid-Afrika (1933)
- Die agterryer (1939)